# Once Upon A...
Once Upon A... es un disco recopilatorio de la banda de Hard rock Cinderella, lanzado el 20 de mayo de 1997. Contiene éxitos de los álbumes Night Songs (1986), Long Cold Winter (1988), Heartbreak Station (1990) y Still Climbing (1994). 

## Lista de canciones
1. Shake Me
2. Nobody's Fool
3. Somebody Save Me
4. Gypsy Road
5. Don't Know What You Got (Till It's Gone)
6. The Last Mile
7. Coming Home
8. Shelter Me
9. Heartbreak Station
10. The More Things Change
11. Love's Got Me Doin' Time
12. Hot And Bothered
13. Through The Rain
14. War Stories
15. Move Over

## Personal
- Tom Keifer - Voz, guitarra, piano
- Eric Brittingham - Bajo
- Jeff LaBar - Guitarra
- Fred Coury - Batería
- Kenny Aronoff - Batería